# Unternehmensethik
Die Unternehmensethik ist ein Teilgebiet der Wirtschaftsethik und beschäftigt sich mit der Frage, welchen moralischen Wertvorstellungen Unternehmen genügen sollten. Damit einher geht auch die Frage, wie unternehmerisches Gewinnstreben und moralische Ideale zueinander stehen. 
Der Begründung dieser moralischen Ideale kommt dabei eine besondere Bedeutung zu, da diese einer Zeit entstammen („kleine Gruppe“), die mit der heutigen nicht mehr vergleichbar ist. Die heutige moderne, pluralistische Gesellschaft zeichnet sich durch eine enorme Komplexität aus, bei der handlungstheoretische Zurechnungsschemata (Ursache → Wirkung) aufgrund der Gefahr der nichtintendierten Folgen nicht mehr angemessen sind.  

## Ziele
Für Unternehmen werden unternehmensethische Überlegungen aufgrund verschiedener Triebkräfte (u. a. Fortschritt der Informations- und Kommunikationstechnologie, Pressure Groups, Sensibilisierung der Bürger) immer wichtiger. Ein Unternehmen läuft Gefahr, seine Licence-to-operate, das heißt seine Legitimation vonseiten der Gesellschaft, zu verlieren, wenn es moralische Wertvorstellungen nicht berücksichtigt. Beispiele hierfür sind: Shell (siehe Brent Spar oder Ölkatastrophe im Nigerdelta), Nike (siehe Sweatshop), Schlecker (bezüglich Mitarbeiterführung) sowie Nestlé (bezüglich Säuglingsnahrung). 
Konzeptionelle Ansätze im deutschsprachigen Raum liefern unter anderem: 
- Karl Homann, Ingo Pies, Andreas Suchanek und Christoph Lütge mit der Ökonomischen Ethik,
- Peter Ulrich mit der Integrativen Wirtschaftsethik,
- Horst Steinmann und Albert Löhr mit der Dialogethik,
- Hartmut Kreikebaum mit der Entscheidungsethik sowie
- Josef Wieland mit der Governance Ethik.

Im Gegensatz zu den eher pragmatischen Ansätzen im anglo-amerikanischen Raum sind diese Ansätze eher theoretischer Natur. Gleichwohl beschäftigen sich auch deutsche Autoren in den letzten Jahren verstärkt mit der Frage, wie Unternehmensethik in der Unternehmenspraxis konkret zur Geltung gebracht werden kann. Vor allem vor dem Hintergrund ethisch nicht zu rechtfertigender Praktiken im Handel und von Betrug im Online-Handel (aber auch der „Tradition der Vorurteile“ gegenüber dem Handel) hat Schenk sowohl die ethischen Grenzen des auf Psychologie zurückgreifenden Handelsmarketings als auch die allgemein gültigen Regelungen aus Gesetzen, Verordnungen und Handelsbrauch sowie die Grundsätze des ordentlichen kaufmännischen Verhaltens und ihrer unternehmensindividuellen Ergänzung durch einen Ethik-Kodex untersucht.